# 2015 RX245
2015 RX245 ist ein Planetoid, der am 8. September 2015 am Mauna Kea entdeckt wurde und zur Gruppe der Kuipergürtel-Planetoiden gehört. Der Asteroid läuft auf einer hoch exzentrischen Bahn in über 8200 Jahren um die Sonne. Die Bahnexzentrizität seiner Bahn beträgt 0,89, wobei diese 12,17° gegen die Ekliptik geneigt ist.